# Domna Visvizi

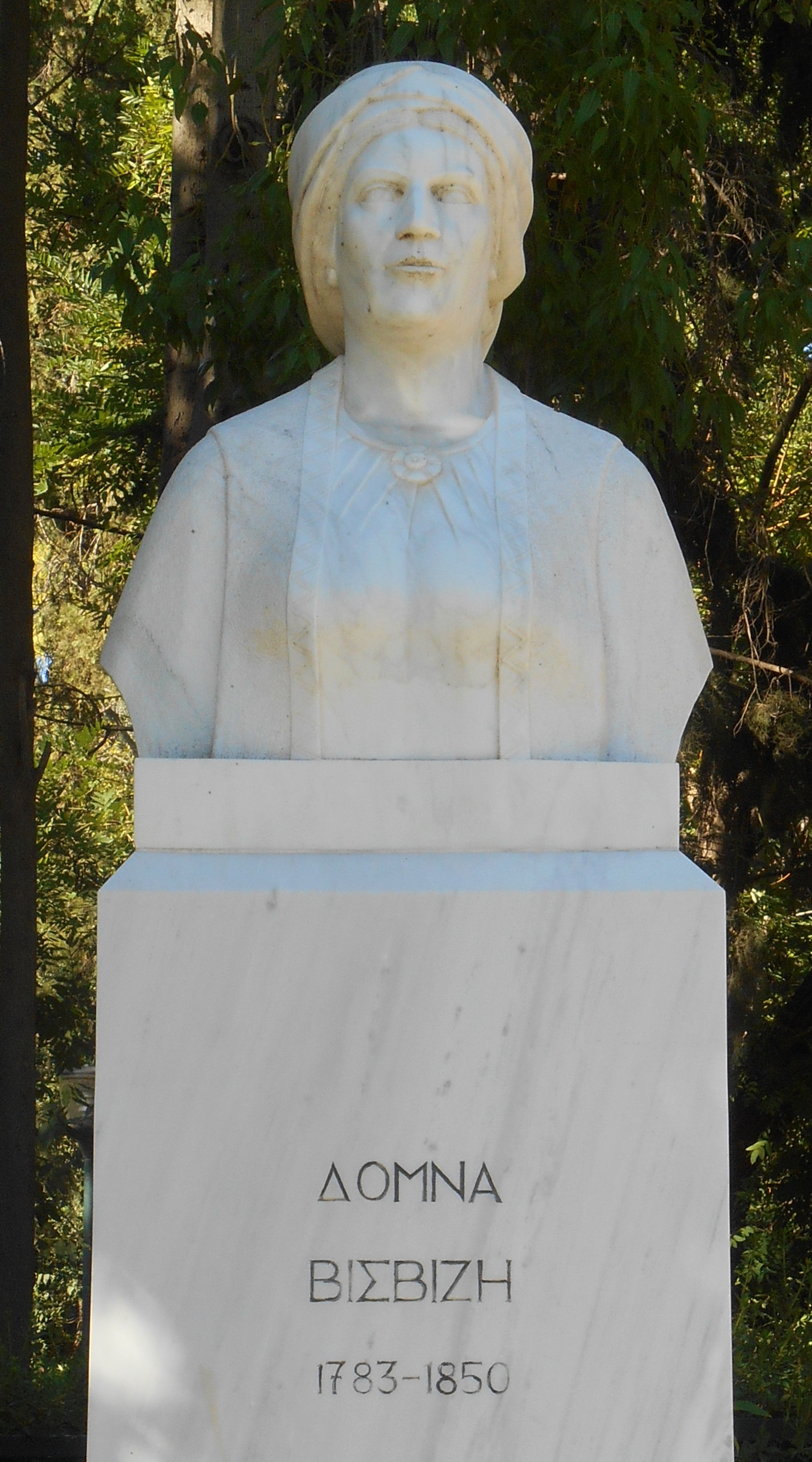
Büste der Domna Visvizi im Pedion Areos Park Athen

Domna Visvizi (griechisch Δόμνα Βισβίζη, * 1783 oder 1784 in Ainos (Ostthrakien, Osmanisches Reich); † 1850 in Piräus (Königreich Griechenland)) war eine griechische Kapitänin, die sich im 19. Jahrhundert an dem Freiheitskampf der Griechen gegen das Osmanische Reich beteiligte.

## Leben
Domna Visvizi, Tochter eines reichen Grundbesitzers, stammte aus Thrakien und war mit dem wohlhabenden Schiffsbesitzer Chatzi-Antonis Visvizis (Χατζή-Αντώνης Βισβίζης) verheiratet, mit dem sie fünf Kinder hatte. Gemeinsam mit ihrem Mann, der schon früh dem Geheimbund zur Befreiung Griechenlands „Φιλική Εταιρεία“ beigetreten war, nahm sie an dem Befreiungskampf der Griechen gegen das Osmanische Reich teil. Chatzi-Antonis beschloss 1821, sein bestes Schiff, die „Kalomira“, für den Kampf auszurüsten und bestückte es mit 14 Kanonen. Sie ließ ihr angenehmes Leben und ihren Wohlstand in Ainos zurück und bestieg mit ihren vier Kindern, Gebeinen ihrer Vorfahren, einer Ikone der Muttergottes und einer Hand voll Erde aus Ainos das Schiff, was mit 140 Mann Besatzung Thrakien verließ. Domna Visvizi war bei den Seeschlachten von Athos, Lesbos und Samos an der Seite ihres Mannes, bis er im Sommer 1822 an Bord ermordet wurde. Anschließend übernahm sie selbst das Kommando und setzte den Kampf auf eigene Kosten fort. Ihr fünftes Kind wurde nach dem Tod von Chatzi-Antonis geboren. Mit ihrem Schiff „Kalomira“ unterstützte sie die Belagerung von Euböa, transportierte Güter und Truppen für das griechische Militär und beschoss türkische Schiffe. Sie verhinderte auch, dass die Truppen Omar Paschas von Euböa nach Mittelgriechenland verlegt wurden. Dabei wurden sie und einer ihrer Söhne verletzt.
Ab 1823 war sie nicht mehr in der Lage, ihre Feldzüge zu finanzieren. Deshalb entschloss sie sich dazu, ihr Schiff dem griechischen Militärkommando zu übergeben. Die „Kalomira“ wurde zu einem Torpedoboot umgebaut. Anschließend zog Visvizi sich aus dem aktiven Kampf zurück und stand vor großen finanziellen Problemen, da sie vom griechischen Militär nur die niedrigste monatliche Rente von 30 Drachmen erhielt.
Sie ging zuerst mit ihren fünf Kindern nach Nafplio, wo sie ein Café eröffnen wollte, jedoch stahl ihr Geschäftspartner ihr Geld. Später zog sie nach Ermoupoli auf Syros und lebte dort in großer Armut. Eins ihrer Kinder verhungerte sogar. Ihr ältester Sohn Dimitiris Visvizis gehörte zu den Kindern der Freiheitskämpfer, denen ein Studium in Paris ermöglicht wurde. Nach seinem erfolgreichen Studium kehrte er nach Griechenland zurück und wurde zum Attaché des Außenministeriums ernannt, während er von 1845 bis 1876 als Gouverneur von Naxos diente.
Domna Visvizi starb 1850 in ärmlichen Verhältnissen in Piräus, weit von ihrer Heimat entfernt. Ihr Ruf als „Ägäischer Kreuzer“ («καταδρομέα του Αιγαίου») inspirierte später die griechische Volksdichtung.
Über Domna Visvizi wurde anlässlich einer Ausstellung zur griechischen Geschichte geschrieben: Sie war „eine Kämpferin, die wie viele andere Frauen am Rande der Geschichte blieb, und wir sind heute aufgerufen, ihr durch eine Neuinterpretation der Geschichte den ihr zustehenden Platz einzuräumen.“
Erst 2005 ehrte man sie in dem zentral gelegenen Park Pedio tou Areos in Athen mit einer Büste, die Nahe dem Denkmal anderer Freiheitskämpfer steht.